# 주청케라톱스

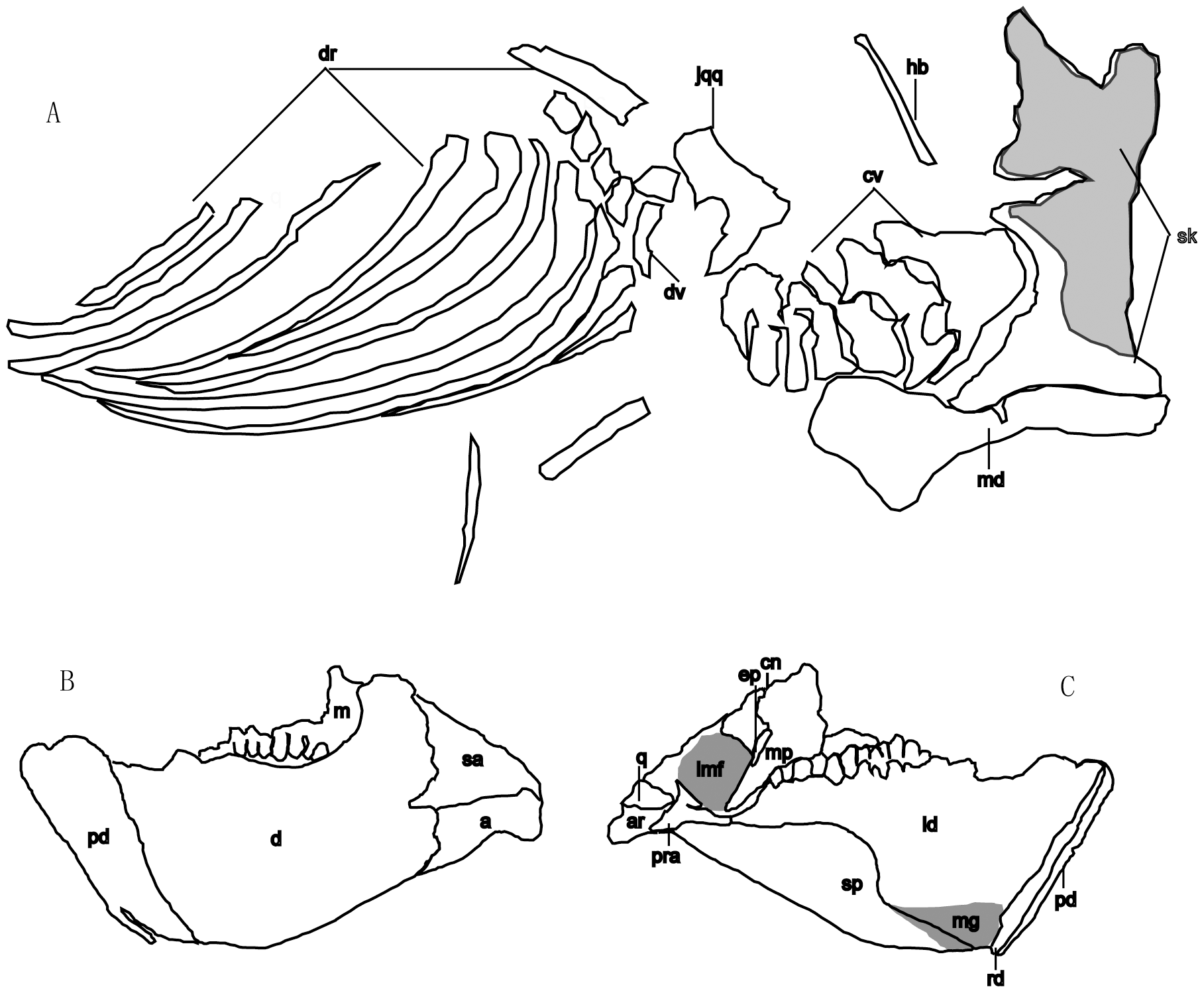
완모식표본의 도해

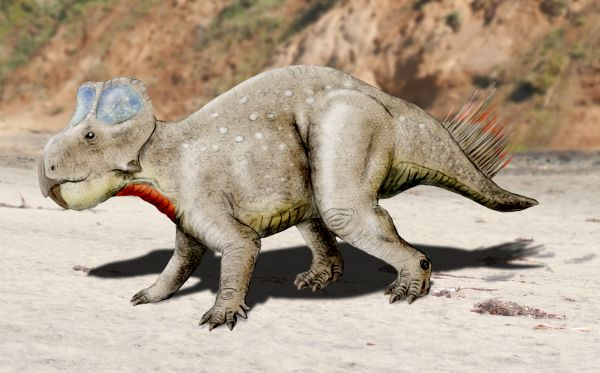
복원도

주청케라톱스(Zhuchengceratops)("주청의 뿔 달린 얼굴"이라는 뜻)는 초식성 각룡류 공룡의 속이다. 주청케라톱스는 분화된 렙토케라톱스과 각룡으로 백악기 후기에 지금의 중국 주청 시의 쿠고우 지역에 살았다. 발견된 화석은 척추, 갈비뼈, 이빨 그리고 두개골의 일부와 아래턱이다. 왕시 층군 (Wangshi Group)에서 발견되었다. 속명은 수 싱, 왕 커바이, 자오 시진, 코윈 설리반, 그리고 첸 슈칭에 의해 2010년에 명명되었고 모식종은 주청케라톱스 인엑스펙투스(Zhuchengceratops inexpectus)이다.
주청케라톱스의 표본은 성체였던 것으로 보이며 렙토케라톱스의 성체보다는 조금 커서 몸길이가 2 미터 정도다. 주청케라톱스는 특히 길이가 50 cm 정도인 아래턱이 위아래로 길고 좌우로는 좁아. 아래턱과 몇몇 독립파생형질은 주청케라톱스 속에서만 볼 수 있는 것이며 렙토케라톱스과의 분류학적 다양성과 형태적 다기성을 보여주는 중요한 표본이다. 주청케라톱스는 아시아에서 발견된 세번째 렙토케라톱스과 공룡으로 근연관계인 두 분지군이 공존하면서 분화해 갔음을 보여준다. 이들의 턱과 이빨이 다른 형태의 하면서 서로 다른 섭식 전략을 취했을 것으로 생각된다.